# La Torre de Rialb
La Torre de Rialb és una petita població disseminada de l'extens municipi noguerenc de la Baronia de Rialb, al Segre Mitjà. En documents antics apareix amb el nom de Torrabadal.

## Descripció i situació
El poble està situat en un planell a mitja costa de l'esquerra del riu Rialb, a un km davall del poble de Polig i, avui en dia, sobreposat al pantà de Rialb que colga les terres del fons de la vall. Ubicat al centre de l'antiga baronia jurisdiccional, era l'indret més important juntament amb la Serra de Rialb i Polig, a més a més de la Cluella i Miralpeix.
El nucli el formen l'església romànica de Sant Iscle i Santa Victòria amb l'antiga rectoria i l'escola, que actualment s'estan restaurant, i diferents masos escampats per la zona denominada històricament del Rialb Jussà. A la zona hi ha un important monument prehistòric com és el dolmen de Sòls de Riu (o dels Tres Pilars), el qual fou traslladat del seu emplaçament originari per salvaguardar-lo de les aigües de l'embassament de Rialb. En el mateix indret també hi ha l'ermita de Santa Eulàlia de Pomanyons (s. xi) i ja més amunt, a Serrallimpia, la de Sant Girvés.
Per accedir a la Torre, cal agafar la carretera C-1412b que venint de Ponts o de Folquer es bifurca al punt quilomètric 12,5 en direcció al municipi alturgellenc de Peramola. Després de creuar un llarg pont que travessa el pantà i el Rialb, la carretera s'enfila muntanya amunt i al cap d'uns mil metres es troba un desviament a mà dreta que condueix a l'entrada del poble.

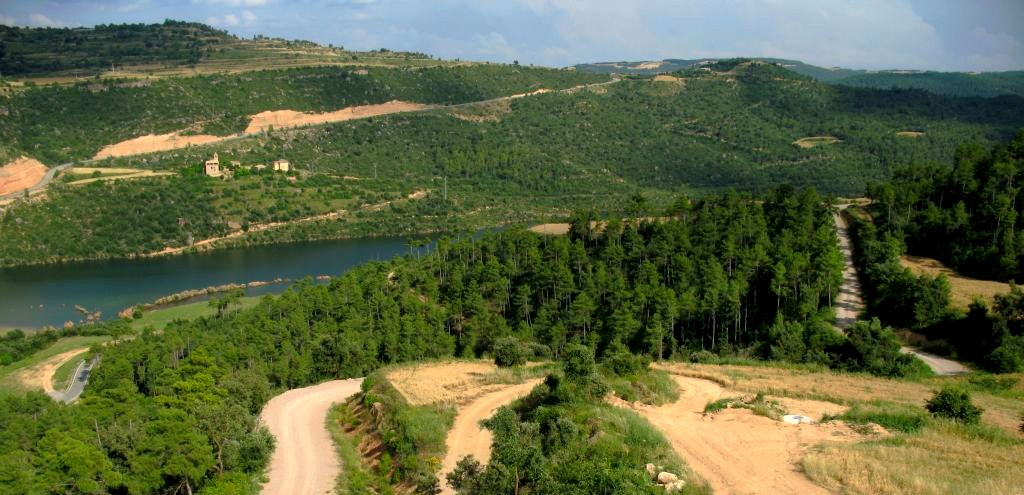
Panoràmica de la Torre des de Serrallimpia

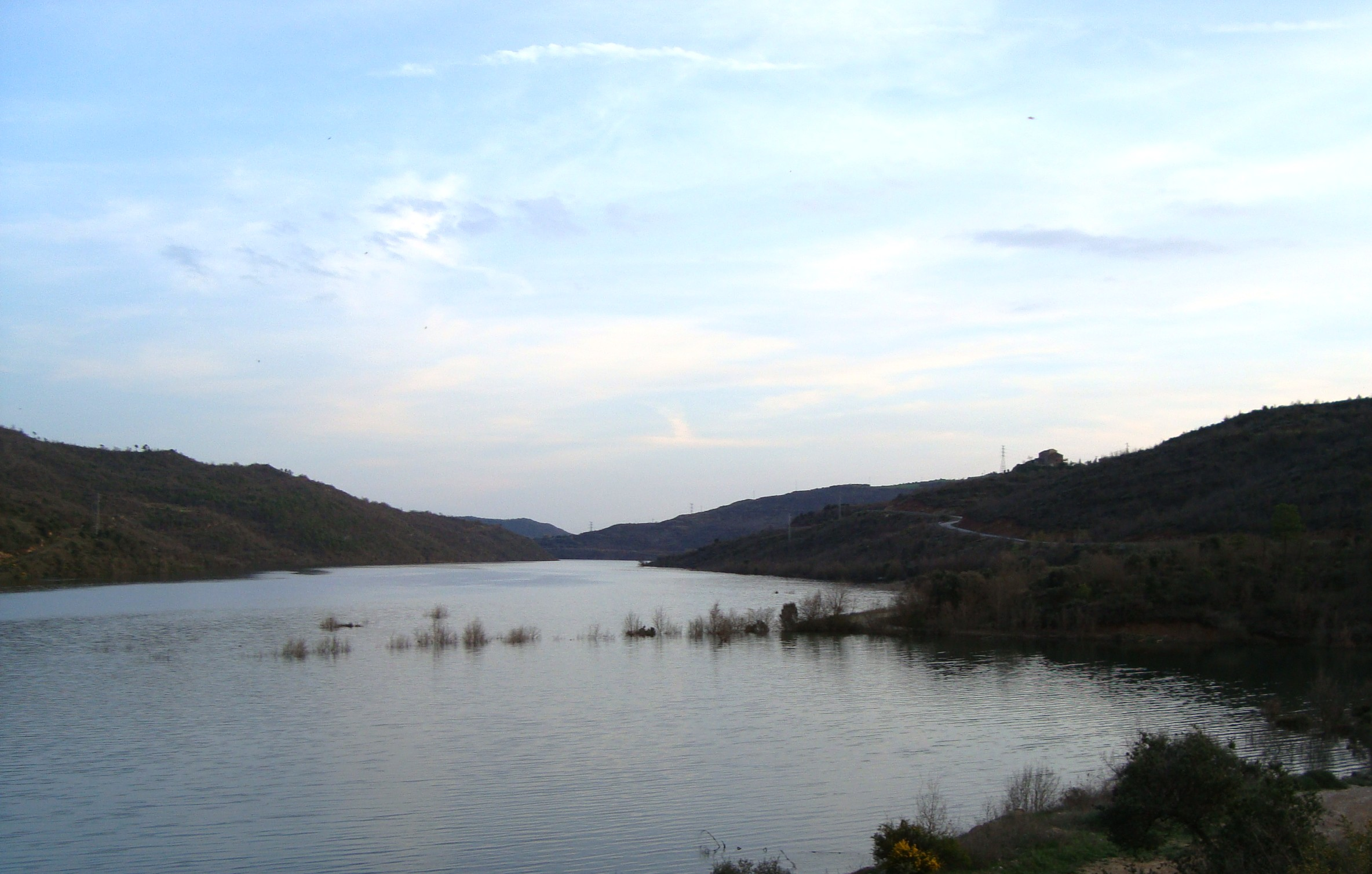
El pantà de Rialb des de l'àrea del dolmen de Sòls de Riu i l'ermita de Santa Eulàlia de Pomanyons

## Llocs d'interès
- Esglésies romàniques (s. xi) de Sant Iscle i Santa Victòria de la Torre, Sant Girvés de la Torre i Santa Eulàlia de Pomanyons.
- Capella d'art medieval de Santa Rosa de Mas d'en Bosch.
- Dolmen prehistòric de Sòls de Riu.
- Allotjaments rurals de Serrallimpia, Alberg de la Torre, antic Ajuntament de la Torre, Mas d'en Bosch i Casó Nou.
- Pantà de Rialb des del Pont de la Torre.
- La Pedra, una masia situada en aquesta població. (41° 58′ 00″ N, 1° 13′ 26″ E / 41.966654°N,1.223913°E)

## Festa local
- Festa Major: el dia de la Festivitat de la Santíssima Trinitat.

## Curiositats
Històricament, el poble havia estat el cap del municipi de la Baronia de Rialb que és on s'emplaçava la seu de l'Ajuntament; edifici del qual fou rehabilitat com a allotjament rural.
A l'interior de l'església de Sant Iscle i Santa Victòria s'hi havia conservat un retaule gòtic del segle xiv de pedra policromada dedicat a aquests dos personatges, suposats màrtirs cordovesos del segle iv. El retaule, acuradament restaurat, s'exposa en l'actualitat a l'interior de l'ermita de Sant Josep de Polig.